# Sterculia rhoidifolia
Sterculia rhoidifolia är en malvaväxtart som beskrevs av Otto Stapf och Ridley. Sterculia rhoidifolia ingår i släktet Sterculia och familjen malvaväxter. Inga underarter finns listade i Catalogue of Life.